# Kasteel van Wideux

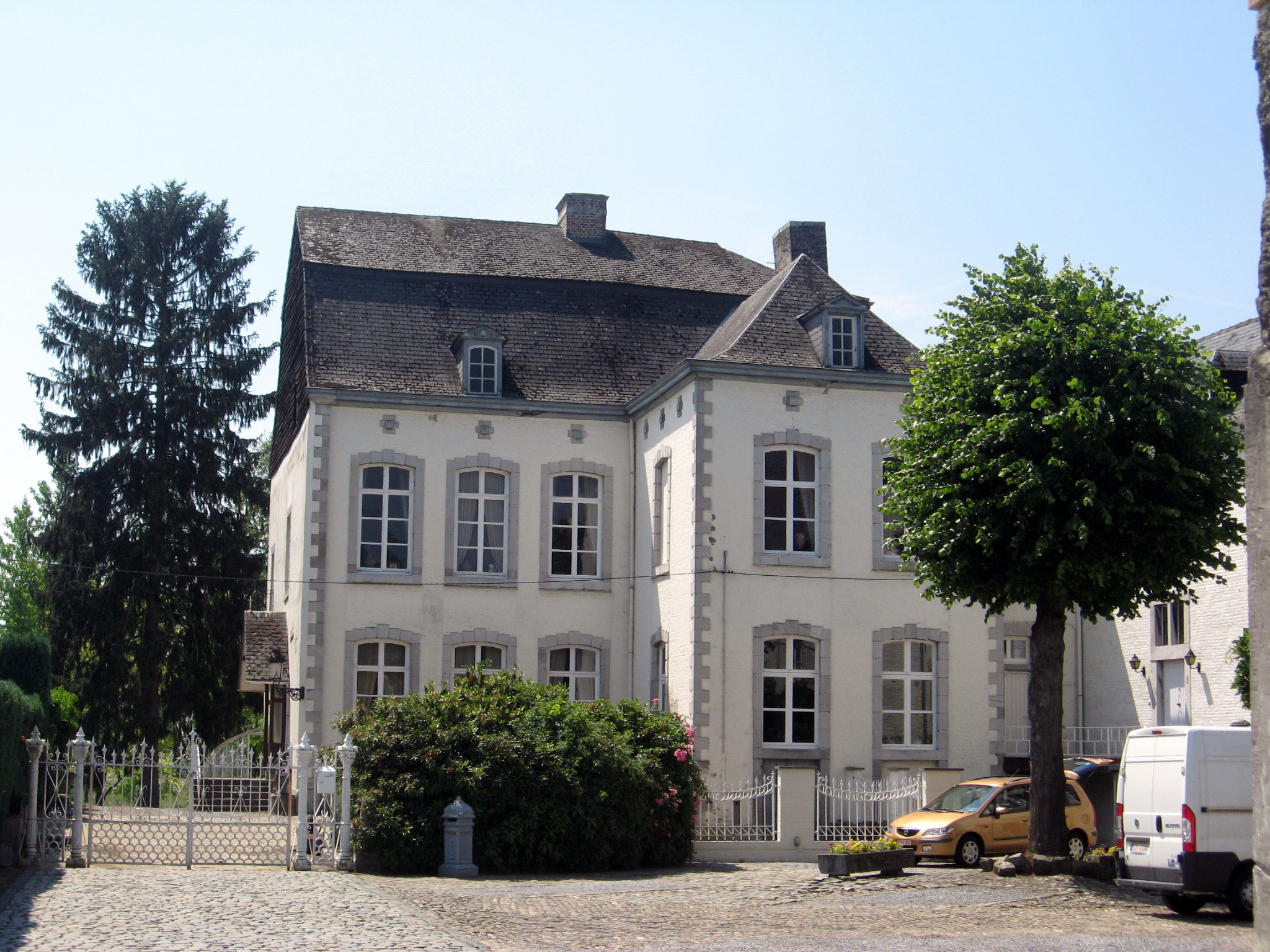
Kasteel van Wideux

Het Kasteel van Wideux is een kasteel te Sint-Lambrechts-Herk, gelegen aan Wideuxdreef 2-4 en 3-5 aldaar.
Het op de rechteroever van de Herk, met name aan de door de mens gegraven en parallel aan de Herk stromende Kleine Herk, gelegen kasteel was vanouds de zetel van de Heerlijkheid Wideux. De naam is afkomstig van Widooie, brede weide. 

## Geschiedenis
Oorspronkelijk lag hier een waterburcht, die echter in 1468 en 1738 door brand werd geteisterd. Vanaf 1747 werd de vervallen burcht door baron Jean-Nicolas de Stenbier omgebouwd tot een strak symmetrisch, classicistisch kasteel. Dit omvatte een centraal poortgebouw, herenhuis, stallingen, en dienstgebouwen met dubbele dwarsschuren. Het was omringd door boomgaarden, moestuinen, vijvers en uitgestrekte bossen. 
In 1926 werd de eikendreef (Wideuxdreef) gerooid en vanaf 1950 werd er veel gesloopt, waardoor de symmetrie verdween en ook de gesloten binnenplaats zijn werking verloor.
Van het poortgebouw werd nog omstreeks 1970 een deel gesloopt. Ook van het herenhuis is een deel verdwenen. De dienstwoningen en dubbele dwarsschuren hebben een 17e-eeuwse kern. Ze werden in de 2e helft van de 18e eeuw echter aangepast.
Tegenwoordig (2015) bestaan er plannen om de eikenlaan te herplanten en om restauraties aan het kasteel uit te voeren.